# Andreas Siegfried Pannyson
Andreas Siegfried Pannyson (Künstlersignatur A. S. Pannyson Hanover) oder Andreas Ludwig Pannison (geboren 1719 in Schleswig; gestorben 1790) war ein Mechaniker und Instrumentenbauer sowie Hof-Uhrmacher in Hannover.

## Leben und Werk
Nachdem sich in den 1710er Jahren der aus England stammende Uhrmacher Johann Hinrich Pannyson in der Stadt Schleswig niedergelassen hatte, wurde dort 1719 Andreas Ludwig Pannison geboren.
Zur Zeit des Kurfürstentums Braunschweig-Lüneburg während der Personalunion zwischen Großbritannien und Hannover wirkte Andreas Ludwig Pannison zeitweilig als Uhrmacher in London.
Nachdem sich Pannison in der Kramerstraße in Hannover niedergelassen hatte, wechselte er seinen Wohnsitz etwa Mai 1765 in das ehemalige Gerke'sche Haus in der hannoverschen Marktstraße, wo er seine neue Wohnung zwischen dem Goldarbeiter Johann Christian Friedrich Zell und dem Hof-Seiler Rost bezog. Spätestens um diese Zeit war er Mitglied der kurz zuvor 1764 in Celle gegründeten Königlich Großbritannisch Churfürstlich Braunschweig Lüneburgischen Landwirtschaftsgesellschaft geworden und wurde am 8. Januar 1765 zu deren Ehrenmitglied ernannt.
Im August 1771 trat Pannison, nun mit Sitz in der Burgstraße gegenüber dem Posthaus, als Vermieter einer im ersten Stockwerk gelegenen möblierten Wohnung auf.
Nachdem Pannison eine Erfindung des englischen Uhrmachers John Harrison kennengelernt hatte, berichtete Ernst August Strohmeyer 1771 im Hannoverischen Magazin über die Tischpendülen des hannoverschen Uhrmachers Andreas Ludwig Pannison. Laut dem Königl. Großbrit. und Churf. Braunschw. Lüneb. Genealogischer Calender auf das Jahr 1773 hatte der Uhrmacher „H. Pannison“ in Hannover eine Erfindung gemacht, indem er den wichtigsten Teil „der Harrisonschen Erfindung“ in gewöhnliche Tischuhren integriert hatte. Dadurch wich die Ganggenauigkeit der Pannisonschen Uhren, die beim Aufziehen für jeweils etwa acht Tage nicht aus dem Takt kamen, innerhalb von einem Monat kaum eine Sekunde von der tatsächlichen Zeit ab. Die Zeiger dieser Uhren teilten zudem jede Sekunde in zwei gleiche Teile. Pannison bot solche Tischuhren zunächst entweder mit Schlagwerk für 200 Thaler oder ohne für 150 Thaler an. Daneben lieferte Pannison Stuben- und Tischuhren mit Glockenspielen, Taschenuhren, Repetieruhren sowie Horizontal- oder Zylinderuhren mit Sekundenanzeige.
Für Georg Christoph Lichtenberg galt Pannison als „der herausragende Hannoveraner Mechaniker“, der dem Göttinger Physiker nach dessen Vorstellungen einen besonderen Mechanismus für ein in der Astronomie eingesetztes Pendel gebaut hat. Später stellte Lichtenberg während einer Lesung vor der Königlichen Societät der Wissenschaften in Göttingen am 14. Dezember 1776 „einige […] von Hrn. Pannison in Hannover vortrefflich gearbeitete Werkzeuge“ für den Einsatz bei astronomischen Instrumenten vor.

## Bekannte Werke (Auswahl)
- um 1760: Kleine Tischuhr, auf Zifferblatt und auf dem Uhrwerk signiert „A.S. Pannyson Hanover“, Höhe 36 cm[2]